# كلارك موراي
كلارك موراي (بالإنجليزية: Clark Murray)‏ هو نحات أمريكي، ولد في 1938.